# Collings Lakes
Collings Lakes és una concentració de població designada pel cens dels Estats Units a l'estat de Nova Jersey. Segons el cens del 2000 tenia 1.726 habitants.

## Demografia
Segons el cens del 2000, Collings Lakes tenia 1.726 habitants, 564 habitatges, i 463 famílies. La densitat de població era de 994,6 habitants/km².
Dels 564 habitatges en un 39,7% hi vivien nens de menys de 18 anys, en un 61,7% hi vivien parelles casades, en un 13,8% dones solteres, i en un 17,9% no eren unitats familiars. En el 13,1% dels habitatges hi vivien persones soles el 4,8% de les quals corresponia a persones de 65 anys o més que vivien soles. El nombre mitjà de persones vivint en cada habitatge era de 3,06 i el nombre mitjà de persones que vivien en cada família era de 3,29.
Per edats la població es repartia de la següent manera: un 28,2% tenia menys de 18 anys, un 9% entre 18 i 24, un 31,4% entre 25 i 44, un 24,5% de 45 a 60 i un 6,9% 65 anys o més.
L'edat mediana era de 34 anys. Per cada 100 dones de 18 o més anys hi havia 95,9 homes.
La renda mediana per habitatge era de 51.042 $ i la renda mediana per família de 51.083 $. Els homes tenien una renda mediana de 36.346 $ mentre que les dones 25.924 $. La renda per capita de la població era de 17.903 $. Aproximadament el 6,3% de les famílies i el 8,6% de la població estaven per davall del llindar de pobresa.

## Poblacions més properes
El següent diagrama mostra les poblacions més properes.